# Gillenbach (Sirzenicher Bach)

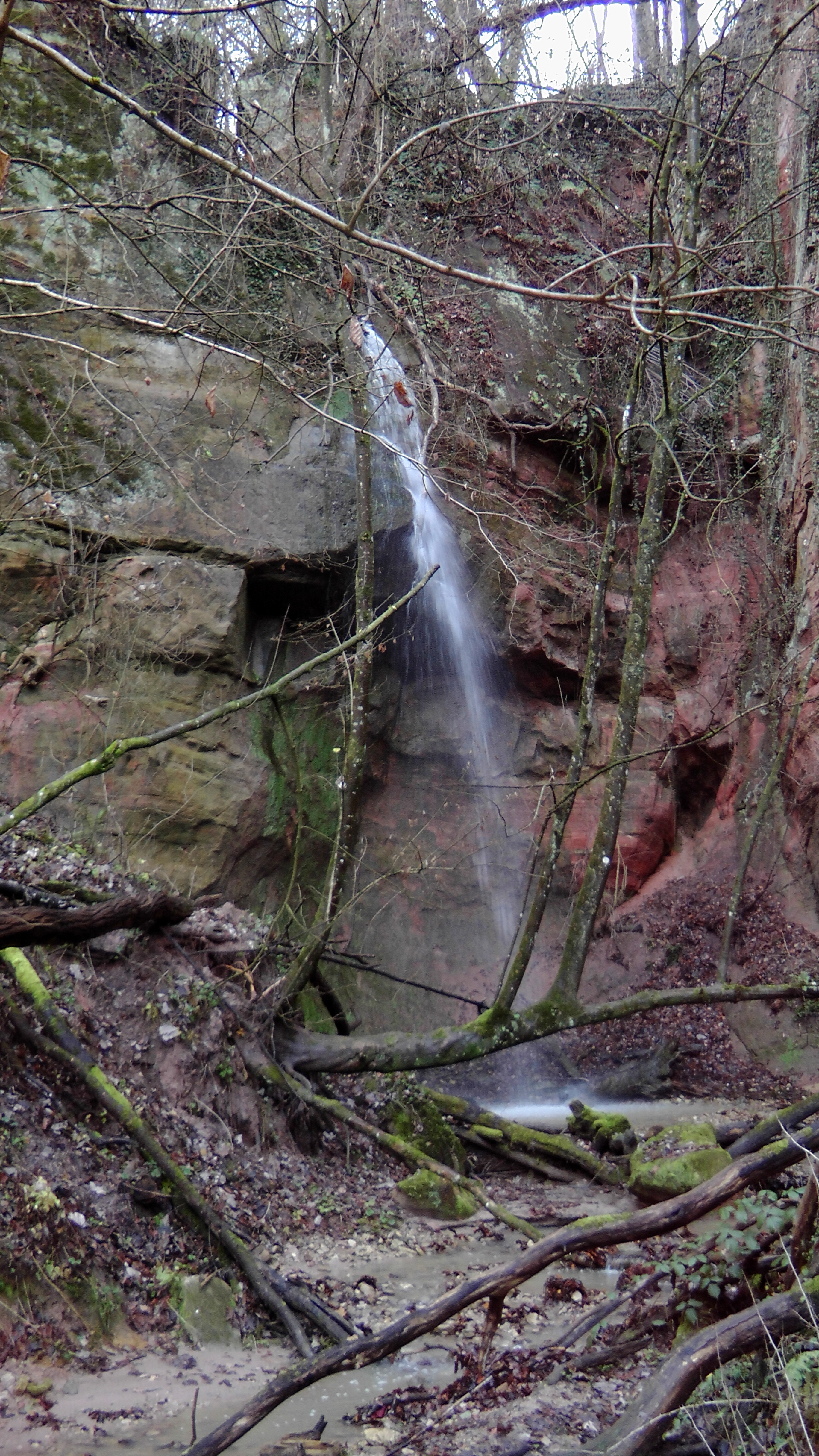
Gillenbach-Wasserfall kurz vor der Mündung

Der Gillenbach ist ein linker Zufluss des Sirzenicher Baches kurz vor dem Stadtteil Pallien der Stadt Trier, der dort in die Mosel mündet.
Die Länge beträgt 1,77 km, das Wassereinzugsgebiet hat eine Größe von 1,61 km²,
die Fließgewässerkennziffer lautet 265322.
Der Wasserfall des Gillenbachs ist eine frei fallende Stufe über eine Sandstein-Wand in Trier-Pallien kurz vor der Mündung in den Sirzenicher Bach und hat eine Höhe von 20 m. Bedingt durch Straßenbaumaßnahmen führt der Gillenbach nur noch nach starken Regenfällen Wasser. Auch der Wasserfall liegt die meiste Zeit des Jahres trocken.
Im Gillenbachtal, oberhalb des Wasserfalls, befindet sich das 47 Hektar große  Naturschutzgebiet Gillenbachtal.